# محمدرضا خالدآبادی
محمد رضا خالدآبادی (زادهٔ ۱۰ اردیبهشت ۱۳۸۰) بازیکن فوتبال اهل ایران است که در پست دروازه‌بان  برای باشگاه فوتبال شمس‌آذر بازی میکند.

## عملکرد باشگاهی

### هوادار

#### فصل ۱۴۰۲–۱۴۰۱
محمد رضا خالدآبادی در اولین فصلی که لیگ برتر را تجربه می‌کرد در ۱۶ مسابقه در لیگ برتر برای هوادار به میدان رفت و در ۶ بازی دروازه خود را بسته نگه داشت و در چهار دیدار جام حذفی نیز دو کلین‌شیت به ثبت رساند و همچنین وی توانست بهترین بازیکن هفته شانزدهم لیگ برتر ۰۲–۱۴۰۱ با ۲۱ سال سن شود. همین درخشش باعث شد تا به تیم ملی امید نیز دعوت بشود.

### استقلال
درخشش‌های وی باعث شد تا در اولین پنجره نقل و انتقالاتی استقلال و پرسپولیس به‌دنبال به خدمت گرفتن این دروازه‌بان باشندکه در نهایت با رایزنی‌های صورت گرفته میان دو باشگاه استقلال و هوادار در ۳۱ تیر ۱۴۰۲ رضایت‌نامه خود را دریافت کرد و با قراردادی ۳ ساله به جمع بازیکنان استقلال ملحق شد.

#### فصل ۱۴۰۳–۱۴۰۲
وی در این فصل با توجه به آماده بودن حسین حسینی فرصت بازی زیادی پیدا نکرد اما پس از محرومیت حسینی در هفته بیست و پنجم در مقابل تراکتور فرصت بازی پیدا کرد و در اولین بازی خود برای استقلال موفق به کلین شیت شد.

## آمار باشگاهی
تا تاریخ ۲۵ اردیبهشت ۱۴۰۴
| عملکرد باشگاهی | عملکرد باشگاهی | عملکرد باشگاهی | لیگ      | لیگ      | جام      | جام      | قاره‌ای | قاره‌ای | سایر     | سایر     | مجموع | مجموع |
| باشگاه         | لیگ            | فصل            | بازی     | گل       | بازی     | گل       | بازی   | گل     | بازی     | گل       | بازی  | گل    |
| —              | —              | —              | لیگ برتر | لیگ برتر | جام حذفی | جام حذفی | آسیا   | آسیا   | سوپر جام | سوپر جام | مجموع | مجموع |
| -------------- | -------------- | -------------- | -------- | -------- | -------- | -------- | ------ | ------ | -------- | -------- | ----- | ----- |
| هوادار         | لیگ آزادگان    | ۰۰–۱۳۹۹        | ۱        | ۰        | ۰        | ۰        | –      | –      | –        | –        | ۱     | ۰     |
| هوادار         | لیگ برتر       | ۰۱–۱۴۰۰        | ۰        | ۰        | ۰        | ۰        | –      | –      | –        | –        | ۰     | ۰     |
| هوادار         | لیگ برتر       | ۰۲–۱۴۰۱        | ۱۶       | ۰        | ۴        | ۰        | –      | –      | –        | –        | ۲۰    | ۰     |
| مجموع هوادار   | مجموع هوادار   | مجموع هوادار   | ۱۶       | ۰        | ۴        | ۰        | –      | –      | –        | –        | ۲۱    | ۰     |
| استقلال        | لیگ برتر       | ۰۳–۱۴۰۲        | ۱        | ۰        | ۰        | ۰        | –      | –      | –        | –        | ۱     | ۰     |
| استقلال        | لیگ برتر       | ۰۴–۱۴۰۳        | ۳        | ۰        | ۰        | ۰        | ۰      | ۰      | –        | –        | ۳     | ۰     |
| مجموع استقلال  | مجموع استقلال  | مجموع استقلال  | ۴        | ۰        | ۰        | ۰        | ۰      | ۰      | –        | –        | ۴     | ۰     |
| مجموع آمار     | مجموع آمار     | مجموع آمار     | ۲۱       | ۰        | ۴        | ۰        | –      | –      | –        | –        | ۲۵    | ۰     |

## عملکرد ملی

### تیم ملی امید ایران
وی پس از درخشش در تیم هوادار و لیگ برتر با نظر رضا عنایتی به تیم ملی امید ایران دعوت شد و اوج درخشش محمدرضا در مرحله نیمه نهایی رقابت‌های قهرمانی زیر ۲۳ سال غرب آسیا بود که توانست با مهار ۲ پنالتی یک تنه تیم ملی امید را به فینال رقابت‌ها برساند.
محمدرضا در مسابقات مقدماتی قهرمانی زیر ۲۳ سال آسیا نیز به تیم ملی امید دعوت شد و در اولین بازی مقابل هنگ کنگ و دومین بازی در مقابل تیم امید افغانستان کلین شیت کرد

## افتخارات

### هوادار
- نایب قهرمانی لیگ یک و صعود به لیگ برتر ۰۰–۱۳۹۹

### استقلال
- نایب قهرمانی لیگ برتر ۰۳–۱۴۰۲
- جام حذفی
  - قهرمان (۱): ۰۴–۱۴۰۳

### افتخارات ملی
- نایب قهرمانی مسابقات امید غرب آسیا ۲۰۲۳